# 溴化亚铥
溴化亚铥是一种无机化合物，化学式为TmBr2，是极易潮解的暗绿色固体，具有SrI2结构，需要在惰性气氛中储存。

## 制备
溴化亚铥可由金属铥在800~900 °C的真空中还原溴化铥得到。碱金属在高温下也可还原溴化铥，但只有锂和钠反应得到溴化亚铥，钾、铷、铯参与的反应会生成具有钙钛矿结构的MITmBr3。